# Udarnyk
Der ukrainische Ort Udarnyk (ukrainisch Ударник) geht auf das russlandmennonitische Dorf Neukirch zurück.

## Neukirch
Der Ort wurde 1820 von 20 Mennonitenfamilien aus Westpreußen am Nordufer des Juschanlee (ukrainisch Юшанле) gegründet. Die Höfe säumten beide Seiten der Dorfstraße, die dem Fluss folgte. Der Ort wurde nach einem bekannten Ort in Preußen benannt. Im Jahr 1821 wurden 22 Häuser gebaut. Später gab es eine Schule, eine Färberei und eine Ziegelfabrik. Eine Kirche wurde 1865 gebaut. Es gab Unternehmen im Bereich Handelsschifffahrt, einen Industriewarenhandel, einen Vertrieb von Landwirtschaftsmaschinen, eine Windmühle, eine motorisierte Mühle und eine pferdebetriebene Mühle. Heute gibt es einen Gedenkstein, auf dem auf Ukrainisch, Russisch und Englisch der Mennoniten gedacht wird.

### Kirche
Die Kirche wurde nach Gründung der Kirchengemeinde Ohrloff-Halbstadt erbaut und war der Tradition der preußischen Bethäuser verpflichtet. Die Kirche stand am westlichen Ende des Dorfes. Ab 1895 wurde die Gemeinde verkleinert. Das Gebäude ist heute umgebaut, aber erhalten.

## Friedensruh
Das Dorf wurde 1857 am Südufer des Juschanlee als eine der spätesten Gründungen der Kolonie Molotschna gegründet. Die Struktur des Dorfes entsprach den von Johann Cornies und dem Landwirtschaftlichen Verein ausgearbeiteten Bestimmungen.
Die Dorfstraße verlief parallel zum Fluss und trennte die beidseitig gelegenen Bauernhöfe. Nach den Bestimmungen wurden für die Häuser Backstein und Dachziegel verwendet. Die Schule befand sich in der Mitte des Dorfes. Die Siedler stammten aus anderen Orten der Kolonie. 1869 hatte das Dorf 28 Vollwirtschaften und 24 Kleinwirtschaften, eine Windmühle und eine Ziegelei. Eine Reihe von mennonitischen Wohnhäusern mit Stufendächern, die mit Tonziegel gedeckt waren, und mit typischen Backsteingiebeln mit großen, flach gewölbten Fenstern war noch lange erhalten.

## Prangenau
Der Ort Prangenau wurde im Frühjahr 1824 am Nordufer des Juschanlee angelegt und nach einem Ort in Westpreußen benannt. Die Hauptstraße zog sich den Fluss entlang mit Höfen beiderseits der Straße. Am Anfang siedelten hier 23 Familien, teils aus Preußen, teils aus der Kolonie Chortitza. 1869 gab es hier 16 Vollwirtschaften, acht Halbwirtschaften, 33 Kleinwirtschaften. 1908 leben hier 568 Menschen. Es gab einen Kaufladen, eine Windmühle und eine Ziegelei. Mit dem Abzug der deutschen Truppen verließen die verbliebenen Einwohner ihre Heimat. Offenbar wurde das Dorf auch zerstört. Nur wenige Spuren der Mennoniten sind erhalten.